# Lá cờ Montana
Lá cờ Montana có hình ảnh huy hiệu Montana trên nền màu xanh lam. Trên hình huy hiệu của tiểu bang có một cái xẻng, một cái cuốc và những hình ảnh thiên nhiên tiêu biểu cho chuỗi các thác nước Great Falls thuộc phần sông Missouri trên lãnh thổ Montana. Dải ruy-băng trên hình huy hiệu là Oro y plata (tiếng Tây Ban Nha có nghĩa là "vàng và bạc"). Lá cờ hiện tại của Montana lần đầu được thông qua sử dụng vào năm 1905, sau đó đến năm 1981 thì hàng chữ Montana được thêm vào trên lá cờ. Kiểu chữ của hàng chữ này sau đó đã được đổi lại một lần vào năm 1985. Trước khi được chấp nhận làm lá cờ của tiểu bang, lá cờ này đã được những người lính Montana sử dụng trong cuộc chiến tranh Mỹ - Tây Ban Nha.